# رابرت شان لئونارد

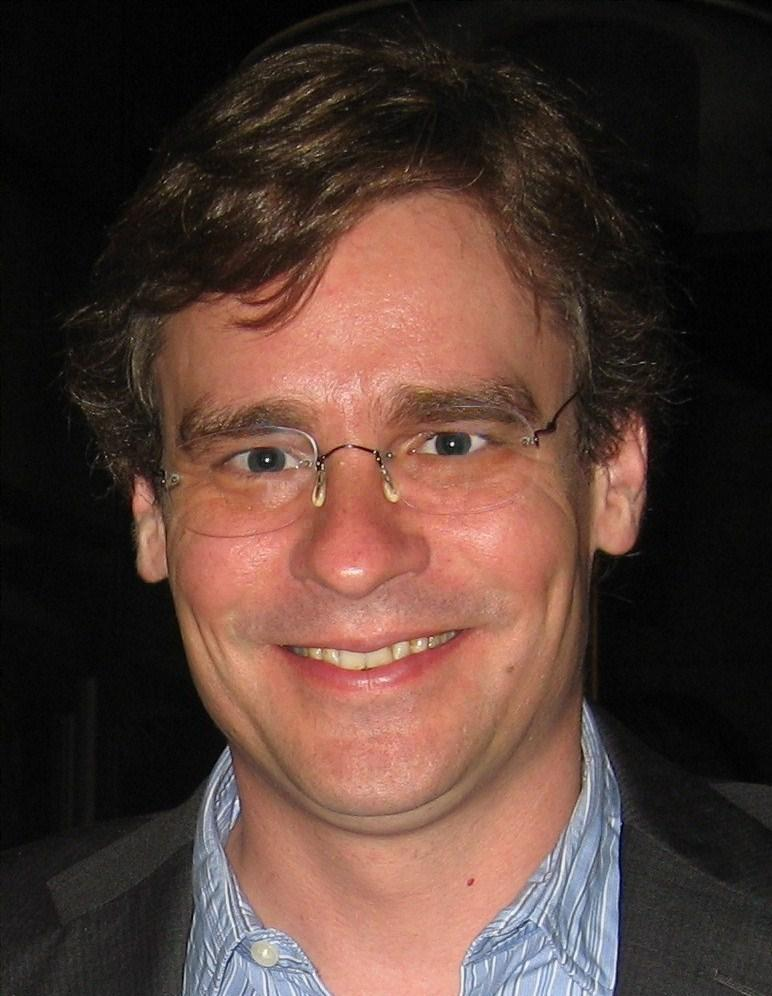

رابرت شان لئونارد (به انگلیسی: Robert Sean Leonard) (زاده ۲۸ فوریه ۱۹۶۹) هنرپیشه آمریکایی است.

## جوایز
وی یکبار در سال ۲۰۰۱ موفق دریافت جایزه تونی شده‌است.

## بخشی از فیلمشناسی
- پروژه منهتن (۱۹۸۶)
- انجمن شاعران مرده (۱۹۸۹)
- آقا و خانم بریج (۱۹۹۰)
- گذرگاه امن (۱۹۹۴)
- هیاهوی بسیار برای هیچ (۱۹۹۳)
- عصر معصومیت (۱۹۹۳)
- قاتل (۱۹۹۵)
- دوستت دارم، دوستت ندارم (۱۹۹۶)
- آخرین روزهای دیسکو (۱۹۹۸)
- کنترل زمین (۱۹۹۸)
- مصمم (۲۰۰۱)
- دیوارهای چلسی (۲۰۰۱)
- نوار (۲۰۰۱)
- دکتر هاوس (۲۰۰۴–۲۰۱۲ تلویزیونی)